# تمثال باسيتكي
تمثال باسيكتي هو نصب تذكاري من الفترة الأكدية (2350-2100قبل الميلاد) في بلاد الرافدين ولقد عُثر عليه في عام 1960 بالقرب من قرية باسيتكي في محافظة دهوك شمال العراق، وهو تمثال مصنوع من معدن النحاس النقي، ويزن 150 كيلو غراماً (330 رطلاً)، ويظهر شخصية إنسان عاري يجلس على قاعدة مُستديرة، وقد نُهب التمثال من المتحف العراقي خلال فترة غزو العراق عام 2003 ولكن في وقت لاحق أُسترجع التمثال واعيد إلى المَتحف.

## الأكتشاف، والسرقة والأسترجاع
أُكتشف تمثال باسيتكي في عام 1960 خلال أعمال البناء في الطريق بين مدينتي دهوك وزاخو قرب قرية باسيتكي في محافظة دهوك شمال العراق، وكان تَمثال باسيتكي أحد القَطع الأثرية التي نُهبت من المتحف العراقي خلال غزو العراق عام 2003، وخلال سرقته، سقط على الأرض من قبل حامليه عدة مرات، ومن جراء سقوطه وسرقته وجدت العديد من آثار الشقوق في أرضية المَتحف، ولقد كان التمثال مُدرجا بالتسلسل 2 على قائمة من 30 قطعة من الآثار المطلوبة التي سرقت من المتحف، وجاء أسترجاعها بواسطة اللواء 812 في منزل وألقي القبض على ثلاثة أشخاص في شهر أكتوبر 2003، وكشف مكان وجود تمثال باسيتكي وعُرض في المتحف العراقي، مع 800 جسم صغير مسروق ايضاً تم أسترداده.

## الوصف
التمثال لجسم عاري، وهو يمثل شخصية ذكر يجلس على قاعدة مُستديرة، ولم يَتم الحفاظ على الرأس والجزء العلوي من هذا التمثال، ويتكون من معدن النحاس النقي باستخدام عملية سبك بالشمع الضائع، ويبلغ قطر قاعدة التمثال 67 سم، ويزن 150 كيلو غرام، وفقاً لعدد من العلماء، تمثال يبرز لتقديم طبيعي لجسم الإنسان، وكانت هذه سمة طبيعية جديدة للتنمية للفترة الأكدية، يحتوي تمثال باسيتكي على نقوش مسمارية مكتوبة باللغة الأكدية القديمة.